# Бейчень (Кукутень, Ясси)
Бейчень, Бейчені (рум. Băiceni) — село у повіті Ясси в Румунії. Входить до складу комуни Кукутень.
Село розташоване на відстані 324 км на північ від Бухареста, 53 км на захід від Ясс.

## Населення
За даними перепису населення 2002 року у селі проживали 344 особи, з них 343 особи (99,7%) румунів. Рідною мовою 343 особи (99,7%) назвали румунську.